# Ярковой Олександр Олександрович
Олександр Олександрович Ярковой (рос. Александр Александрович Ярковой; нар. 10 лютого 1993, Москва, Росія) — російський футболіст, захисник.

## Клубна кар'єра
Дебютував у Другому дивізіоні Росії за московський «Локомотив-2» 23 червня 2011 року в поєдинку проти смоленського «Дніпра».
У ФНЛ Росії дебютував за «Хімки» 17 серпня 2016 року в поєдинку проти воронезького «Факела».